# 시오도메 시티센터
시오도메 시티센터(일본어: 汐留シティセンター)는 일본 도쿄도 미나토구에 있는 초고층 빌딩이다. ANA 항공, 후지쯔, 미쓰이화학 등 대기업 본사가 들어서 있으며, 지하 2층~지상 3층, 41~42층에는 모두 60여 개의 숍과 레스토랑이 입점해 있다. 미쓰이 부동산과 앨더니 인베스트먼츠 유한회사 (Alderney Investments Pte Ltd. 싱가포르 정부투자공사 자회사)가 소유하고 있다. 개장 당시 입주율이 90%에 달해 인기를 얻기도 했다.
건물 설계는 미국의 건축가 케빈 로쉬가 맡았다. 상층부는 현대적인 디자인인 반면 하층부는 신바시역 정거장과의 조화를 생각하여 고전적인 디자인으로 이뤄져 있다. 이 건물로 로쉬는 2003년 굿 디자인을 수상하였다. 일본에서는 TV 드라마 등의 촬영이 많이 이뤄지는 곳이기도 하다. 하층부에는 은행, 약국, 서점, 음식점 등이 입주하고 있으며 최상층에는 식당가가 있다.
도에이 지하철 오오에도 선의 시오도메 역과 유리카모메-아사쿠사 선-JR히가시니혼-긴자 선이 다니는 신바시역이 가깝다. 버스로는 도쿄도 교통국과 커뮤니티버스 치이버스 운영노선이 다니는 '신바시 역' 정류장에서 도보로 3분 거리에 있다.

## 입주기업

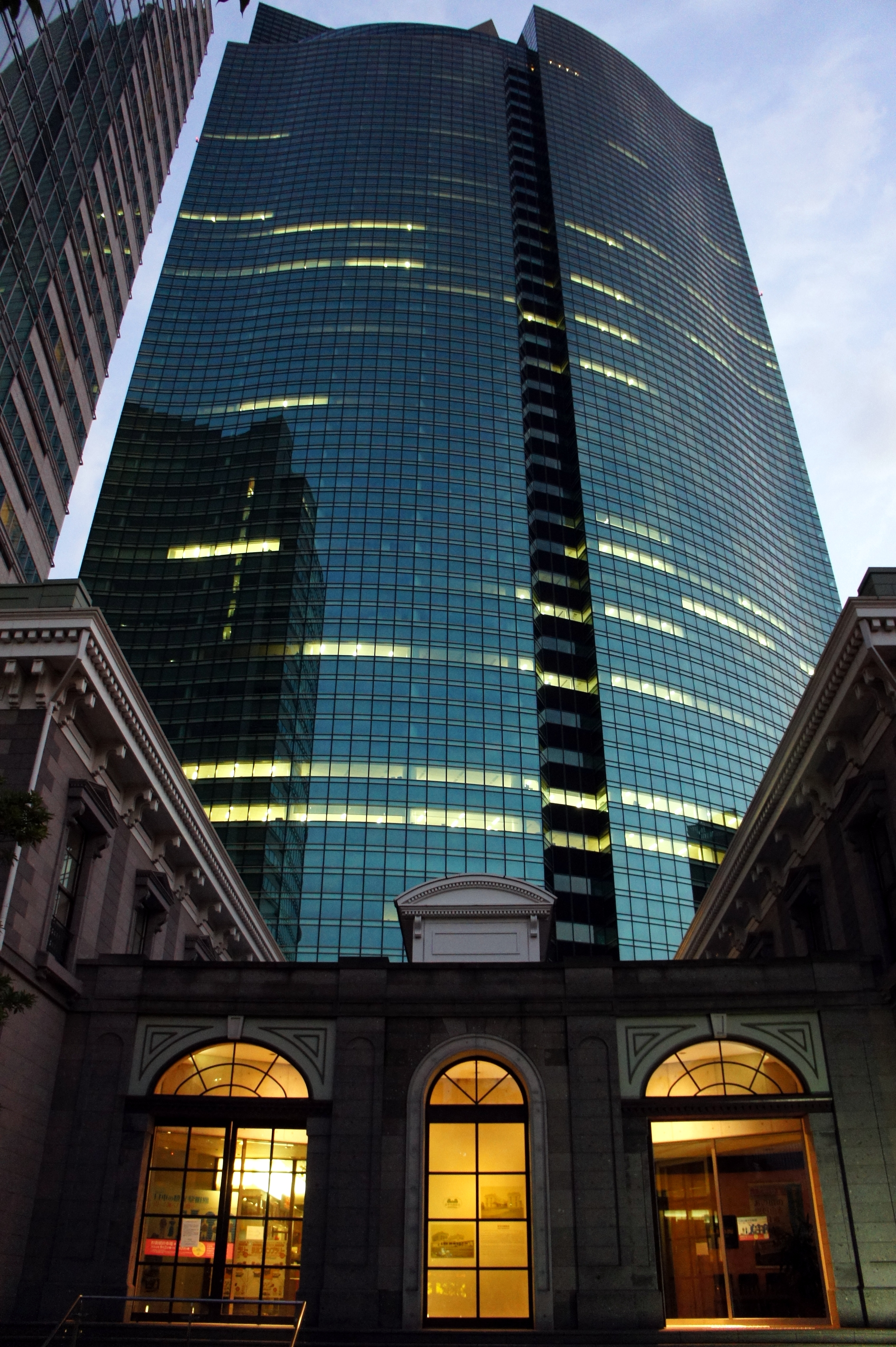
시티센터 하층부

- 후지쯔 본사사업소
- ANA 홀딩스 본사
- 전일본공수 본사
- 전일공상사 본사
- 미쓰이 화학 본사
- 오리콤 본사
- 프라임 폴리머 본사
- 노무라 종합연구소
- 소스넥스트

## 주요 점포

### 상가
- 리브로
- 훼미리마트
- 토모즈
- 고디바
- 포르쉐 센터 긴자
- 비드프랑스

### 서비스
- 시오도메 시티센터 우편국

### 식당
- 스타벅스
- 서브웨이
- 펠츠 (フェルツ)
- The OREGON Bar&Grill
- 일식당 '엔' (和食 えん)
- Fish Bank TOKYO
- 매저스틱 (マジェスティック)
- 야키니쿠메이사이 세이유산 (焼肉銘菜 星遊山)

## 기타
유리카모메 신바시 역 건너편에는 니혼TV 본사가 위치해 있고, 또 입지가 매우 편리하거나 외관이 세련됐기 때문에 일본의 TV 드라마나 CM 등에서 촬영장소로 사용되는 경우가 잦다. 시오도메 시티센터를 촬영지로 한 일본 드라마는 다음과 같다.
- 더 프리
- 신은 주사위를 던지지 않는다
- 브라더☆비트
- 하루카17
- 부부.
- 이혼변호사
- 나와 그녀와 그녀가 사는 길
- 내일 날씨 맑음

## 같이 보기
- 시오도메
- 일본의 마천루 목록
- 도쿄도의 마천루 목록